# Estadio Manisa 19 Mayis
El Estadio 19 de mayo de Manisa (en turco: Manisa 19 Mayıs Stadyumu) es un estadio multipropósito ubicado en la ciudad de Manisa, Turquía. El estadio tiene una capacidad de 16 500 personas y es utilizado por el club de fútbol Manisaspor que disputan la Superliga de Turquía.
El estadio conmemora el día 19 de mayo de 1919, cuando el general Mustafa Kemal Atatürk arribó a la ciudad de Samsun para iniciar la Guerra de Independencia Turca. Ceremonias oficiales cada 19 de mayo se celebran en el estadio.
Tras la renovación de 2009, el estadio quedó apto con los estándares modernos de la UEFA. En 2012 la Selección de Turquía disputó con la Selección de la República Checa el primer partido internacional en el estadio.